# Lessines
Lessines (französisch: [lɛsin] ⓘ, niederländisch: Lessen) ist eine am Fluss Dender gelegene belgische Stadt und Gemeinde in der Provinz Hennegau. Die Gemeinde gehört zur französischen Gemeinschaft Belgiens und besteht aus den Ortsteilen Lessines, Bois-de-Lessines, Deux-Acren, Ghoy, Ogy, Ollignies, Papignies und Wannebecq.

## Geografie

### Stadtgliederung
| # | Name                   | Fläche (km²) | Einwohner (2020) | Einwohner pro km² | INS CODE |  |
| - | ---------------------- | ------------ | ---------------- | ----------------- | -------- |  |
| 1 | Lessines (I)           | 10,51        | 8 588            | 817               | 51069A   |  |
| 2 | Deux-Acren (VI)        | 15,29        | 3 860            | 252               | 51069B   |  |
| 3 | Bois-de-Lessines (VII) | 9,39         | 1 652            | 176               | 51069C   |  |
| 4 | Ollignies (VIII)       | 9,01         | 1 590            | 126               | 51069D   |  |
| 5 | Papignies (II)         | 3,54         | 601              | 170               | 51069E0  |  |
| 6 | Wannebecq (III)        | 6,62         | 683              | 103               | 51069E1  |  |
| 7 | Ogy (IV)               | 8,51         | 733              | 86                | 51069F   |  |
| 8 | Ghoy (V)               | 9,79         | 1 039            | 106               | 51069G   |  |

#### Angrenzende Gemeinden
An die Stadt Lessines grenzen folgende Gemeinden an (Buchstaben analog zur Darstellung in der Gliederungskarte):
|  | - Bassilly (a) - Hellebecq (b) - Ghislenghien (c) - Meslin-l'Évêque (d) - Isières (e) - Rebaix (f) - Ostiches (g) - Lahamaide (h) |  | - Wodecq (i) - Flobecq (j) - Everbeek (k) - Zarlardinge (l) - Overboelare (m) - Moerbeke (n) - Viane (o) - Bever (p) |

## Geschichte

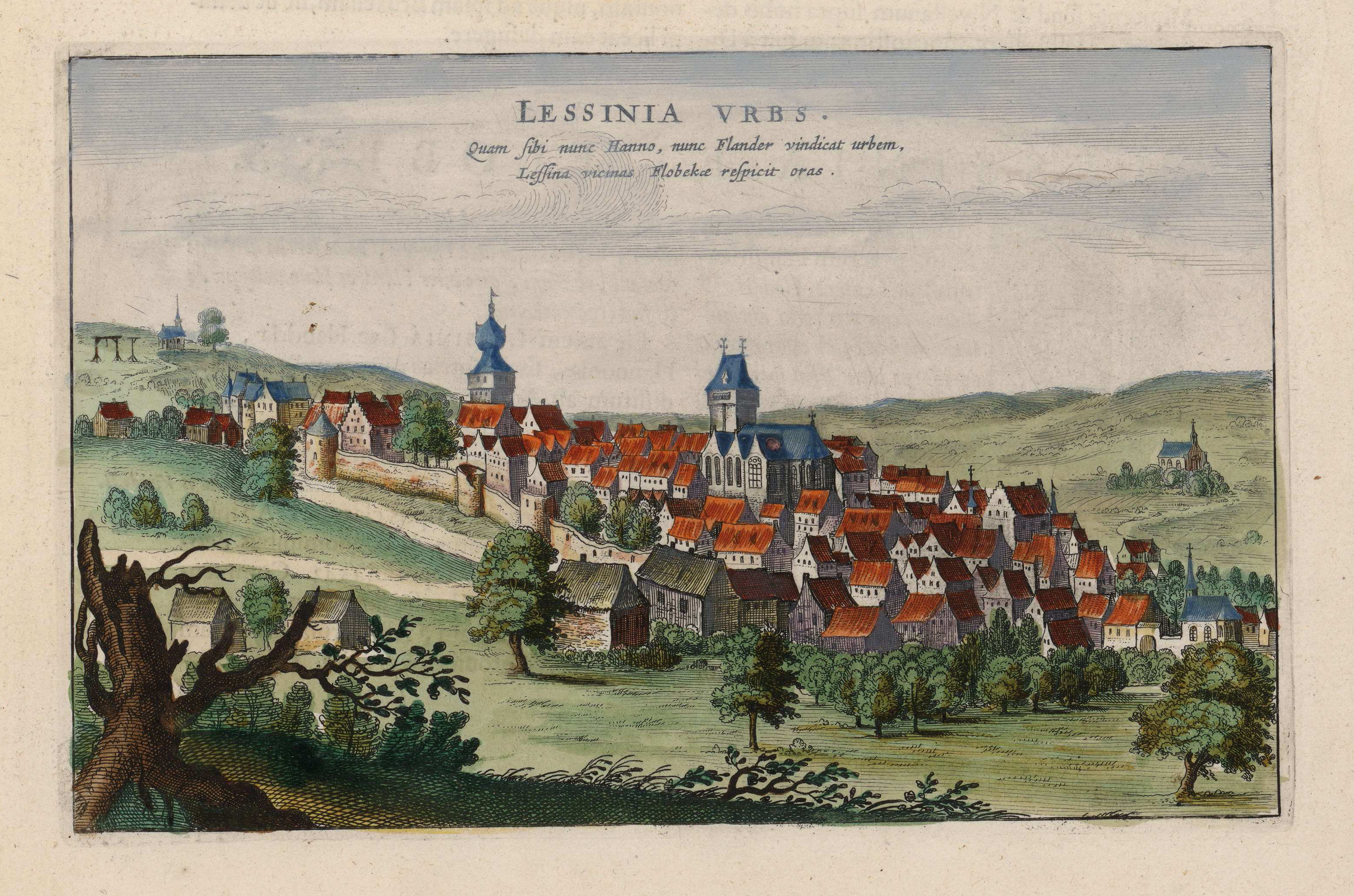
„Lessinia Vrbs“ von Joan Blaeu (c. ± 1649).

Erste Erwähnung findet Lessines durch eine Urkunde aus dem Jahr 946, in welcher das Gebiet 10 Höfe umfasste.
Das Gebiet wird (neben anderen) hierbei der Abtei Gembloux, durch ihren Gründer (Guibert de Gembloux) im Rahmen einer Schenkung übereignet.
Lessines entwickelte sich im weiteren Verlauf des Mittelalters zu einer bedeutsamen Stadt im Gebiet der heutigen Provinz Hainaut, was die Errichtung zusätzlicher Verteidigungsanlagen in der Zeit von 1230 bis 1240 durch Seigneur Arnould IV d’Audenarde notwendig werden ließ. Von dieser Befestigungsanlage sind heutzutage zwei Wehrtürme erhalten geblieben.

## Religion
Die historische Prägung Belgiens durch den Katholizismus zeigt sich in den Bräuchen der Stadt: Jährlich findet im Rahmen der Karwoche am Karfreitag die sogenannte Prozession der Büßer von Lessines (Procession des pénitents de Lessines) statt, welche, in dieser Form, in Nordeuropa einzigartig ist.

## Kultur
Lessines verfügt über diverse kulturelle Einrichtungen und Veranstaltungen:

So finden vor Ort auch Karneval gefeiert, dessen Höhepunkt der Karnevalsumzug am Faschingsdienstag (47 Tage vor Ostern) darstellt. Die wirtschaftliche und kulturelle Bedeutung der lokalen Steinförderung findet sich in einem eigenen Fest wieder, welches zwischen dem zweiten und dritten Sonntag im August stattfindet und insgesamt über 9 Tage andauert. 

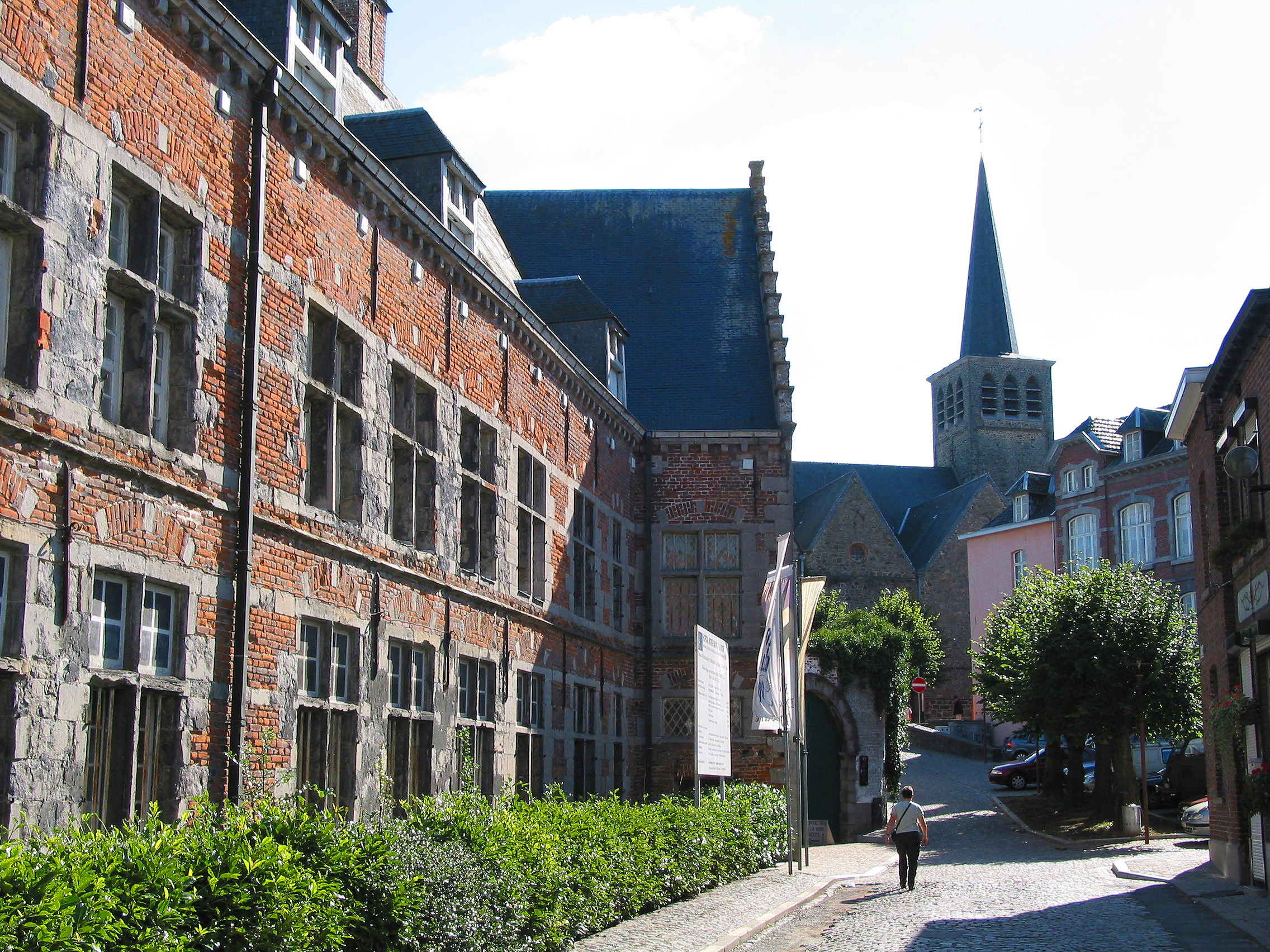
Altes Krankenhaus „Notre-Dame à la Rose“

## Sehenswürdigkeiten
Neben der teils erhaltenen historischen Architektur der Stadt, ist das ehemalige Hospital „Notre-Dame à la Rose“ von besonderer Bedeutung. Dieses wurde im Jahr 1243 gegründet und erfüllte die Funktion der Krankenversorgung bis ins Jahr 1980 hinein, als die letzte Station geschlossen und der Umbau zu einem Museum durchgeführt wurde.

## Söhne und Töchter der Stadt (alphabetisch)
- César-Mansuète Despretz (1789/92– 1863), Physiker
- Claude Criquielion (1957–2015), Radrennfahrer, Straßenweltmeister von 1984
- Pierre Groult (1895–1968), belgischer Romanist
- René Magritte (1898–1967), surrealistischer Maler
- Raoul Vaneigem (* 1934), Künstler, Autor und Kunstphilosoph
- Gus Viseur (1915–1974), Akkordeonist